# Socialismo popular
O socialismo popular é uma forma distinta de socialismo que muitos partidos socialistas, principalmente escandinavos, professam. Esses incluem: o Partido Popular Socialista na Dinamarca e o Partido da Esquerda Socialista na Noruega. 

## Definição

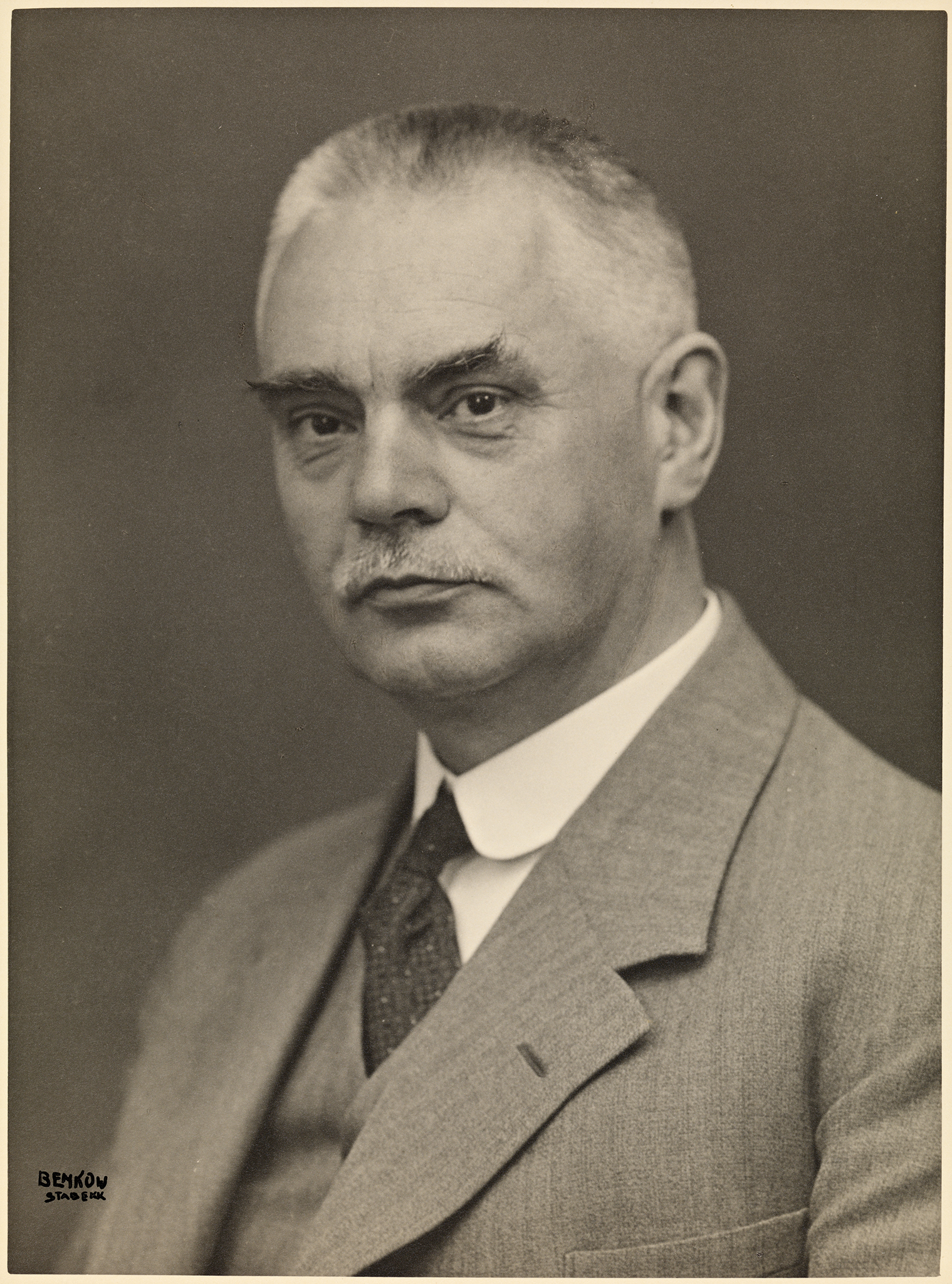
Halvdan Koht, introdutor do termo "socialismo popular".

O socialismo popular foi um termo introduzido pelo académico e político norueguês Halvdan Koht na década de 1930 para caracterizar a realização de um socialismo entre classes, e não de um socialismo apenas para a classe trabalhadora. Foi dada ênfase particular à criação de um sentimento nacional nos agricultores. A visão de Koht não era necessariamente alcançar "a sociedade sem classes", mas sim uma sociedade sem lutas de classes.

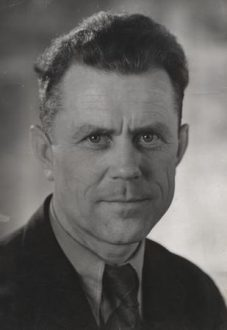
Aksel Larsen, fundador do Partido Popular Socialista.

Porém, só foi concretizado quando o Partido Comunista da Dinamarca (DKP) foi dividido em 1958, após uma longa disputa entre a ala estalinista e a titoísta sob a liderança de Aksel Larsen, que, após a sua expulsão do partido, viria a fundar o Partido Popular Socialista (SF), cuja ideologia era conhecida como socialismo popular. O SF manteve a defesa da revolução proletária e do planeamento económico, mas - diferentemente do DKP - recusou-se a permitir que sua política fosse ditada pela União Soviética. Hoje, no entanto, SF abandonou a ideia do planeamento de economia e agora é a favor de uma economia de mercado socialista e verde democraticamente controlada, caracterizada pela expansão da propriedade das empresas, mais controlo público dos setores vitais, proteções democráticas na economia e a influência dos funcionários nas empresas, para além de uma democracia de bases, justiça social e de formas de democracia participativa a nível local.
O socialismo popular é referido pelo SF como a união entre socialismo e democracia e como um meio termo entre o comunismo e a  social-democracia.

## Outros países
Na Noruega, um partido similar, o Partido Popular Socialista, foi formado em 1961 através de uma ala anti-NATO e anti-CEE do Partido Trabalhista e que mais tarde se tornou a espinha dorsal do Partido da Esquerda Socialista (SV). Na Suécia, o termo tem sido por vezes usado e houve um momento de discussões dentro da ala mais à direita do Partido da Esquerda sobre a formação de um projeto político com o SF dinamarquês como modelo, mas a divisão acabou sendo evitada. 
Nos Estados Unidos, o Partido Popular Americano foi um movimento populista de trabalhadores rurais que defendiam um imposto de renda progressivo, crédito agrícola federal, nacionalização da ferrovia, telégrafos e bancos, jornada de trabalho de oito horas diárias, direito de formar organizações trabalhistas e outras exigências típicas de Movimentos socialistas populares.
Nos países da Europa Oriental, o socialismo popular originou-se na década de 1890 como um esforço para diferenciar da social-democracia tradicional com padrões ideológicos básicos da Associação Nacional-Social da Alemanha. Os partidos mais promissores foram o Partido Socialista Popular na Jugoslávia, os Socialistas Populares e Nacional Socialista Russos e o Partido Nacional Social Checoslovaco. Essa forma da Europa Oriental é menos ideológica de esquerda do que nos países nórdicos, forma de socialismo, recusando estritamente o marxismo com certos elementos liberais. Durante as décadas de 1920 e 1930, atuaram como partidos observadores da Internacional Operária e Socialista, mas nunca como membros plenos.